# ولسوالی زرمت
زرمت یکی از ولسوالی‌های ولایت پکتیا در خاور افغانستان است. جمعیت آن در سال ۲۰۰۶ میلادی، ۸۶۶۰۹ نفر اعلام شده‌است. شهر اصلی زرمت است که یکی از شهرهای اصلی منطقه لویه پکتیا می‌باشد.

## موقعیت جغرافیایی
زرمت با ولایات لوگر، غزنی و پکتیکا هم مرز است. تامیر بازار اصلی این ولسوالی است. از ویژگی‌های جغرافیایی زرمت می‌توان به دره شاه کوت و کوه‌های آرما اشاره کرد. این ولسوالی دارای ۶۳ یا ۶۴ مدرسه است. زرمت برق را از شبکه برق سراسری دریافت نمی‌کند، بنابراین استفاده از برق خورشیدی و ژنراتورها رایج هستند.

## جمعیت‌شناسی
پشتون‌ها ۹۹ درصد کل جمعیت را تشکیل می‌دهند و پس از آن ۱ درصد تاجیک‌ها قرار دارند. بسیاری از مردم زرمت در کشورهای عربی مانند دبی، عربستان سعودی، قطر و کویت کار می‌کنند.

## تاریخچه
عملیات آناکوندا، نبرد بزرگ جنگ در افغانستان، در زرمت در سال ۲۰۰۲ روی داد. زورمت برای بقیه جنگ، پایگاه شورش طالبان و شبکه حقانی بوده است. در سال ۲۰۱۹، طالبان ۸۰ درصد ولسوالی را تحت کنترل داشتند.

## منبع‌ها
1. ↑  «جمعیت‌شناسی و جمعیت ولایت پکتیا» (PDF). هیئت معاونت ملل متحد در افغانستان. وزارت احیا و انکشاف دهات افغانستان. دریافت‌شده در ۱۲-۱۲-۱۳۹۰. تاریخ وارد شده در |تاریخ بازدید= را بررسی کنید (کمک)
2. 1 2 3  Ruttig، Thomas (۲۰۱۹-۰۹-۰۴). «One Land, Two Rules (8): Delivering public services in insurgency-affected insurgent-controlled Zurmat district». Afghanistan Analysts Network - English (به پشتو). دریافت‌شده در ۲۰۲۴-۰۵-۲۷.